# Caladenia atrovespa
Caladenia atrovespa é uma espécie de orquídea geófita, família Orchidaceae, de Nova Gales do Sul, Austrália,  onde cresce em grupos esparsos ou ocasionalmente grandes colônias, em bosques, ou locais de vegetação arbustiva, charnecas, e afloramentos de granito, em áreas de solo bem drenado mas ocasionalmente em áreas sazonalmente alagadiças.
Classifica-se no subgênero Calonema formado por cerca de 130 espécies, tratadas por David Jones como gênero Arachnorchis. São plantas com uma única folha basal pubescente com marcas proeminentes púrpura perto da base, e uma inflorescência rija, fina e densamente pubescente, com uma ou poucas flores, que vagamente lembram uma aranha, muito estreitas, caudadas, e bem esparramadas, normalmente pendentes. Em conjunto formam grupo vistoso quando sua floração é estimulada por incêndios de verão.

## Publicação e sinônimos
- Caladenia atrovespa (D.L.Jones) G.N.Backh., Vict. Naturalist 127: 56 (2010).

Sinônimos homotípicos:
- Arachnorchis atrovespa D.L.Jones, Orchadian 15: 546 (2008).